# بول دوكاستلجو
بول دوكاستلجو (بالفرنسية: Paul de Faget de Casteljau)‏ (ولد في مدينة، فرنسا عام 1930), هو عالم فيزياء ورياضيات فرنسي. تنسب إليه خوارزمية دوكاستلجو.